# Microcebus simmonsi
Microcebus simmonsi är en primat i släktet musmakier som beskrevs 2006 som art. Artepitet hedrar Lee Simmons som var direktör för en zoo i Nebraska (USA).
Djuret väger bara omkring 75 g. Primaten har på ryggen, armarna och på huvudet en rödaktig till orangebrun päls. Hjässan är vanligen mörkare på grund av vita hårspetsar. På ryggens mitt förekommer oftast en mörkare längsgående linje. Microcebus simmonsi har en vit nos och ljusgrå till vit päls på buken. Den genomsnittliga kroppslängden (utan svans) är 12,8 cm.
Arten förekommer med tre kända populationer på nordöstra Madagaskar. Den vistas vanligen i tropiska regnskogar i låglandet men ibland når den 965 meter över havet.
Denna musmaki hotas av habitatförstöring genom skogsavverkning. Som skyddsåtgärd för naturen i utbredningsområdet inrättades Zahamena nationalpark. IUCN listar hela beståndet som starkt hotad (EN).